# Tudor-Horia Nicolescu
Tudor-Horia Nicolescu (n. 9 iulie 1942) este un fost deputat român în legislatura 1990-1992, ales în județul Teleorman pe listele partidului PNL. Tudor-Horia Nicolescu a fost membru în grupul parlamentar de prietenie cu Franța. 

## Legături externe
- Tudor-Horia Nicolescu Arhivat în 22 iunie 2024, la Wayback Machine. la cdep.ro